# British Fashion Council

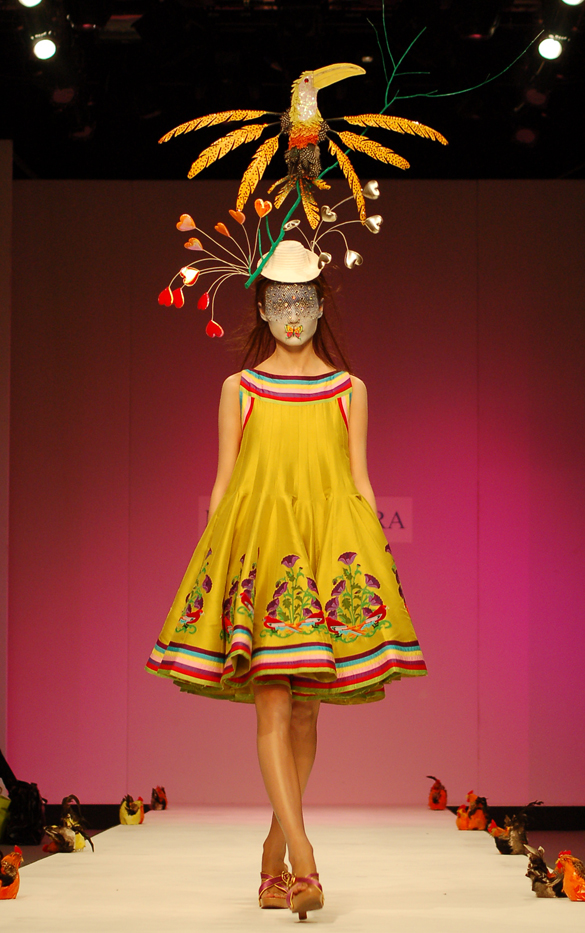
Manish Arora, Fashion Week de Londres 2007

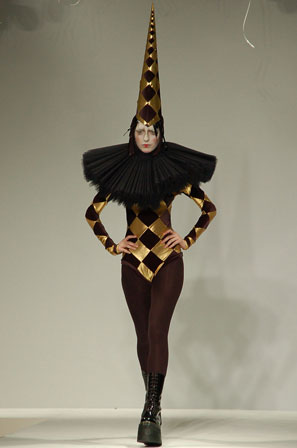
Gareth Pugh fashion à la Fashion Week de Londres 2006

Le British Fashion Council (BFC) est une organisation à but non lucratif qui exploite le pouvoir collectif de l'industrie[Quoi ?] pour permettre le développement et le renforcement de la mode britannique dans l'économie mondiale du secteur. Fondé en 1983, le BFC organise des défilés biannuels pour femmes et hommes : la  Fashion Week de Londres et la Fashion Week Masculine de Londres font la promotion de la mode britannique auprès d'un public international.

## Direction et activités
Basé à Londres, le British Fashion Council (BFC) est présidé par Stephanie Phair et depuis 2009, Caroline Rush CBE est la directrice générale de l'organisation. La présidence précédente de la BFC comprenait Natalie Massenet, Edward Rayne, Nicholas Coleridge CBE, Harold Tillman et Sir Stuart Rose.
Le BFC organise deux fois par an la Fashion Week de Londres et la Fashion Week Masculine de Londres, présentant le meilleur de la mode britannique à un public international de presse et d'acheteurs. Parallèlement, chaque saison, le salon LONDON ROOMS emmène des créateurs émergents à Paris, leur offrant l'opportunité de se promouvoir à l'étranger. Le BFC organise également les Fashion Awards annuels, conçus pour célébrer la créativité et l'innovation au sein de l'industrie, ainsi que le London Fashion Week Festival (LFWF), un événement tout compris ouvert au public[pas clair].
Une autre facette des activités de l'organisation est de soutenir la prochaine génération de créateurs en supervisant l'enseignement supérieur de la mode et les apprentissages au Royaume-Uni.
En mai 2018, Le British Fashion Council a nommé l'ancien capitaine de l'équipe de football d'Angleterre, David Beckham, en tant que nouveau président ambassadeur.
Durant l'année 2020 de nombreux changements organisationnels au sein du BFC ont été opérés, dont quatre nouvelles nominations au sein de son conseil d'administration le 4 septembre, spécifiquement embauchées pour lutter contre les préjugés au sein de l'industrie de la mode. Les administrateurs nouvellement nommés ; Jamie Gill, June Sarpong, Scott Morrison et Sian Westerman ont rejoint les autres membres du conseil d'administration : Stephanie Phair (présidente), Dylan Jones, Caroline Rush, Laura Strain et David Pemsel.
Le Conseil a créé un nouveau comité intitulé Comité directeur de la diversité et de l'inclusion le 16 septembre 2020,.
En novembre 2020, le BFC a doté l'actrice indienne Priyanka Chopra Jonas du nouveau titre d'ambassadrice du changement positif sensibilisation aux meilleures pratiques au sein de l'industrie, y compris l'affirmation de principes qui soutiennent l'inclusivité et l'éthique positive[pas clair].

## Développement de l'organisation

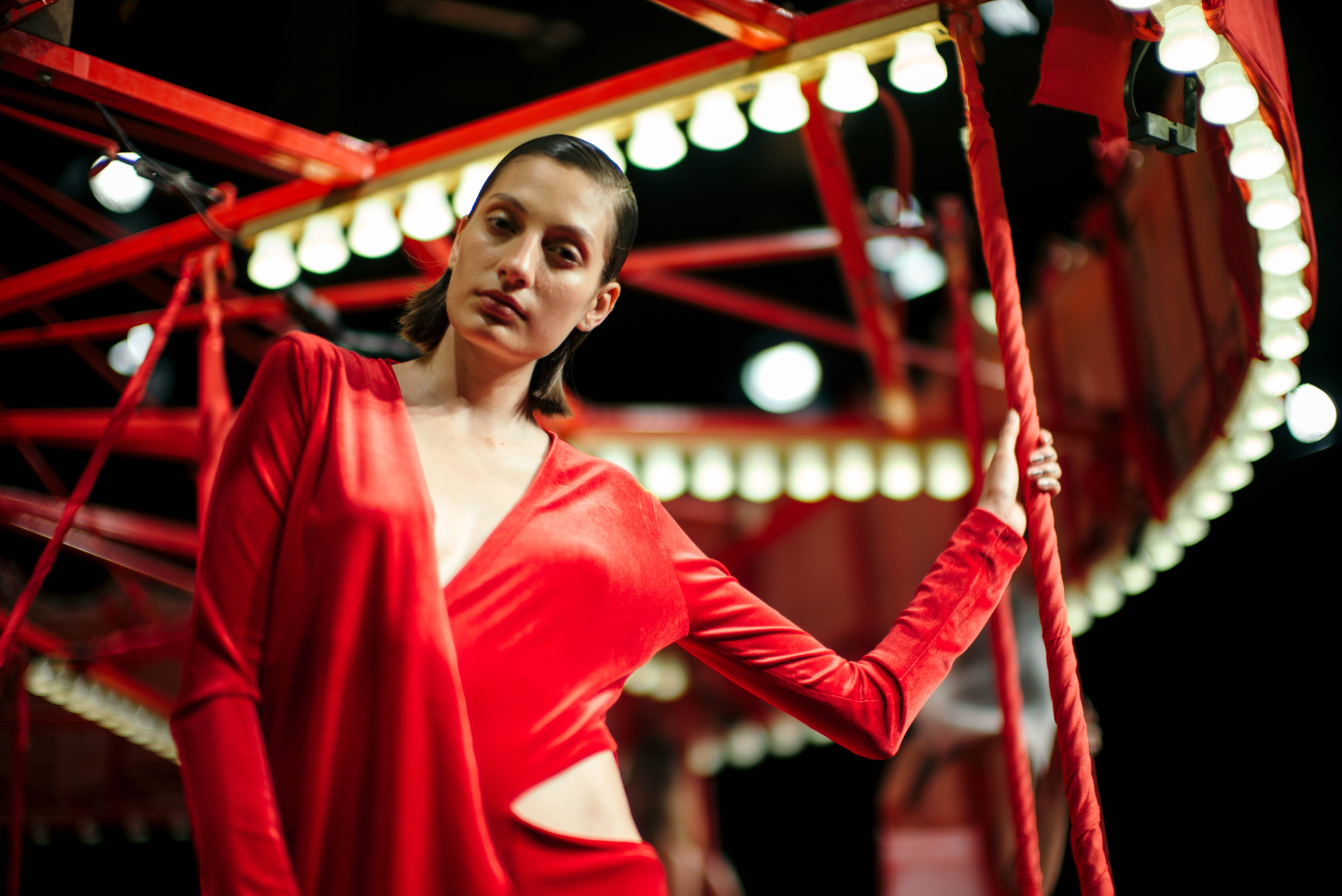
Carrousel LFW

Le British Fashion Council a été créé en 1983 en tant que société anonyme à but non lucratif. Avant la création d'un organisme unique pour promouvoir les intérêts de l'industrie de la mode britannique, il existait un certain nombre d'organisations pour promouvoir différents intérêts au sein de la mode britannique. Ceux-ci comprenaient :
- Incorporated Society of London Fashion Designers (fondée en 1941/2)[8]
- Groupe de maisons modèles de Londres (1950)[7]
- Groupe de maisons de couture de Londres (1958)[9]
- Conseil d'exportation de vêtements (1965)[9]
- Collections de créateurs de Londres (1965)[9]
- Groupe d'action de l'industrie de la mode (1981)[10]

### Fashion Week
La Fashion Week de Londres est le défilé de mode biannuel qui a lieu à Londres et qui se tient en février et en septembre. La semaine de la mode est organisée par le British Fashion Council aux côtés d'autres organisations.
En raison de la pandémie de Covid-19, le BFC a annoncé que son salon professionnel de février 2020 se tiendrait comme un événement uniquement numérique, pour présenter les débuts de la princesse Anne, qui a suivi les traces de la reine pour remettre un prix spécial lors de l'événement[style à revoir]. Le prix de la Reine Elizabeth II  a été décerné par la princesse Anne à Rosh Mahtani qui a été récompensée pour « l'artisanat de ses bijoux »[pas clair].
Depuis le début de la Fashion Week, le 14 février 2020, l’évènement a été présenté en ligne au public,. Durant cette période, le BFC a annoncé son intention de permettre à un jeune créateur de montrer sa collection devant le public virtuel en collaboration avec MTV. Dans le prolongement de l'évènement de février le BFC a annoncé qu'il allait fusionner la Semaine de la mode masculine en un nouvel événement unique, « sans distinction de genre »,.

### Les fonds d'aide à la crise Covid-19
En réponse aux restrictions mondiales liées à la pandémie et à sa décision de présenter virtuellement la mode, le BFC a commencé à préconiser un soutien accru aux pigistes de la mode confrontés à des difficultés et à des perturbations commerciales – en faisant pression auprès du gouvernement britannique pour qu'il mette en place de nouvelles politiques pour protéger ceux qui sont affectés négativement.
Plus tard en mars 2020, le conseil a lancé son premier fonds de secours contre les coronavirus, engagé à soutenir les acteurs de l'industrie. Le fonds de secours en cas de crise vise à collecter 50 millions de livres sterling pour les créateurs en difficulté.
En mai 2020, le Foundation Fashion Fund a annoncé ses premiers bénéficiaires du fonds d'urgence de 1 000 000 £. Le fonds a été réparti entre 37 bénéficiaires britanniques différents.

### Le Conseil  pour la Représentation des Personnes Noires dans la Mode
En réponse à la réaction mondiale à la tragédie de George Floyd et aux manifestations de Black Lives Matter, le président du British Fashion Council a appelé l'industrie à prendre de nouvelles mesures contre le racisme.
L'industrie de la mode a été appelée à rendre compte de son appropriation culturelle de longue date et de son manque de diversité, ce qui a conduit à un partenariat de 38 organisations générant le Black in Fashion Council, dont le British Fashion Council[pas clair],.
Dans le cadre de sa réponse individuelle au mouvement Black Lives Matter, le British Fashion Council a lancé son propre projet, célébrant la culture et la mode noires britanniques. Le projet comprend une variété d'événements programmés, se terminant par une exposition présentant le travail à l'été 2022.

## Récompenses et nominations
- 16 novembre 2016 – Le British Fashion Council a décerné au nouveau directeur créatif de Gucci Alessandro Michele, l'International Designer Award[28].
- 22 septembre 2020 – Dans le cadre de son programme de subventions de 500 000 £, le British Fashion Council a distribué des subventions à 30 labels britanniques, dont Emilia Wickstead, Preen de Thornton Bregazzi, Rokh et Charles Jeffrey Loverboy[29].
- 5 octobre 2020 - L'Université de Salford et le Central Saint Martins Royal College of Art ont été annoncés récipiendaires de la bourse d'études MA du British Fashion Council. Les récipiendaires des bourses ont été sélectionnés parmi ces institutions en fonction de leurs besoins financiers et de leurs aptitudes[30].
- 15 octobre 2020 – Le British Fashion Council a annoncé que les Fashion Awards 2020 se tiendraient sous la forme d'un événement virtuel le 3 décembre. Dans le cadre de la cérémonie glamour, 20 lauréats seraient célébrés pour leur résilience pendant la pandémie et leur détermination à voir le changement au sein de l'industrie[31].
- 18 février 2021 – Le BFC a annoncé la liste des créateurs en lice pour recevoir le prestigieux British Fashion Council/ Vogue Designer Fashion Fund[32],[33].